# Industriestammgleis

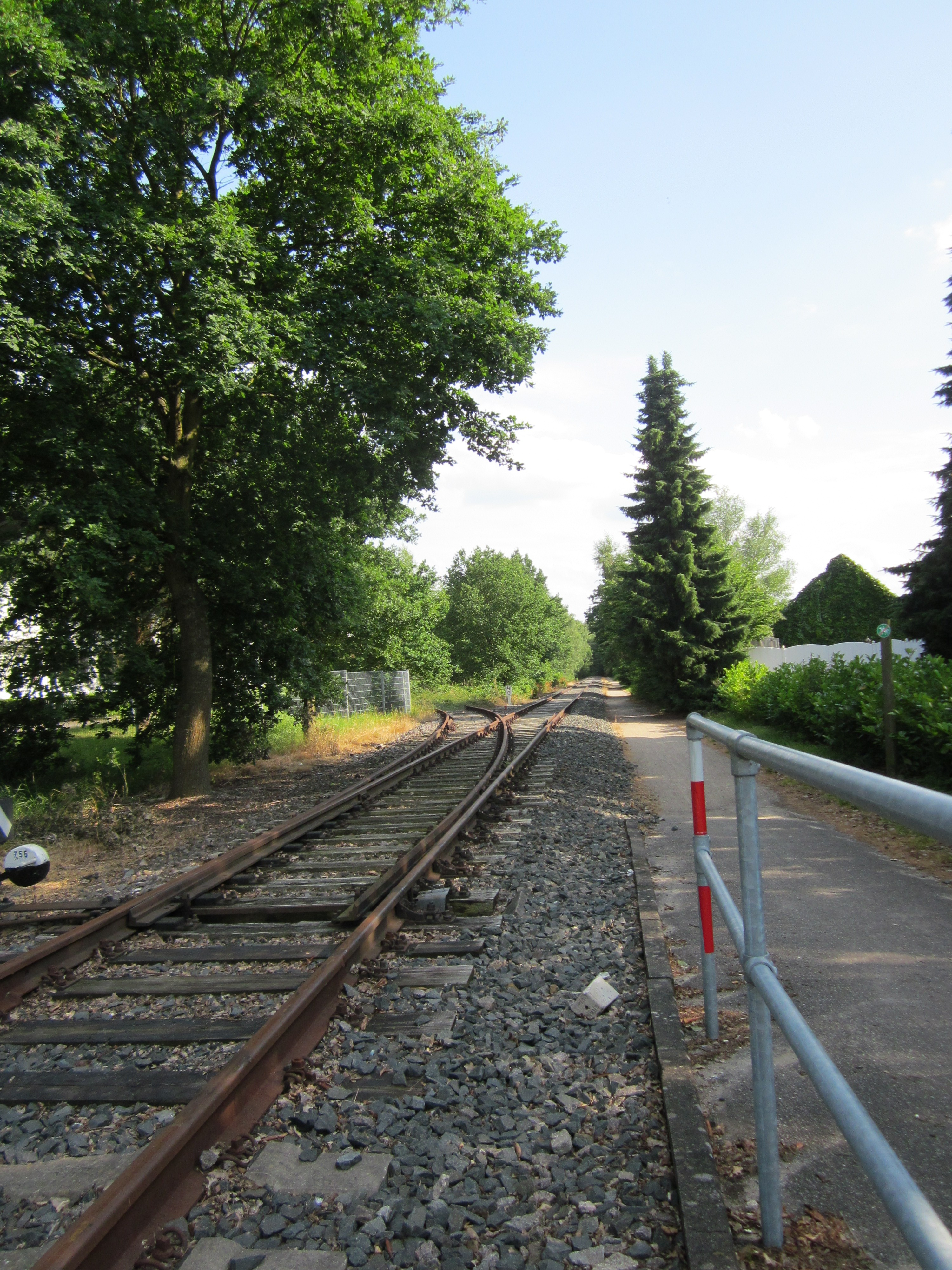
Das Stammgleis Harkshörn der Norderstedter Industriebahn, nach links abzweigend der ehemalige Nebenanschluss des Unternehmens Hertie

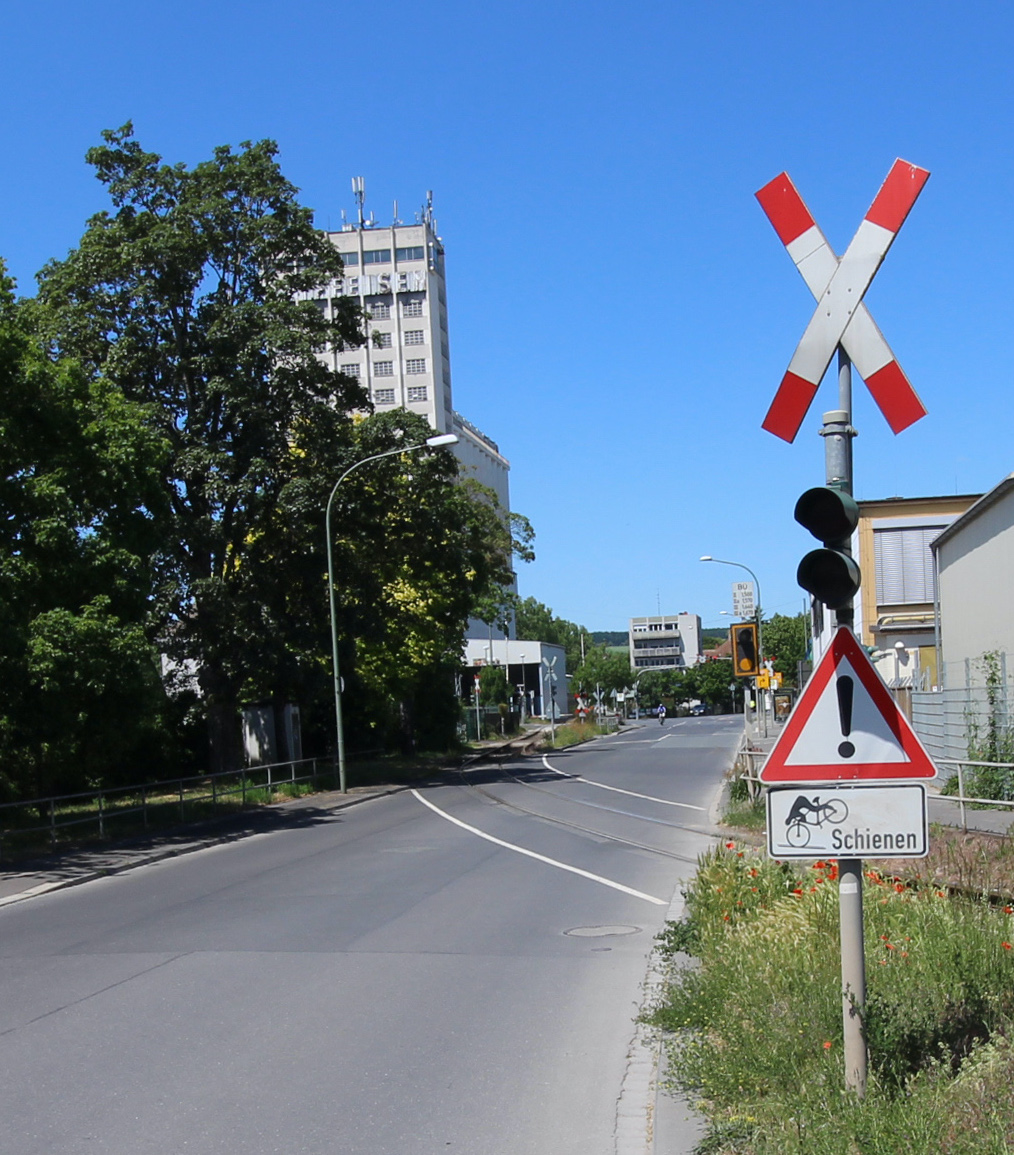
Das Gleis 150 der Würzburger Hafenbahn ist ein Beispiel für ein klassisches Industriestammgleis.

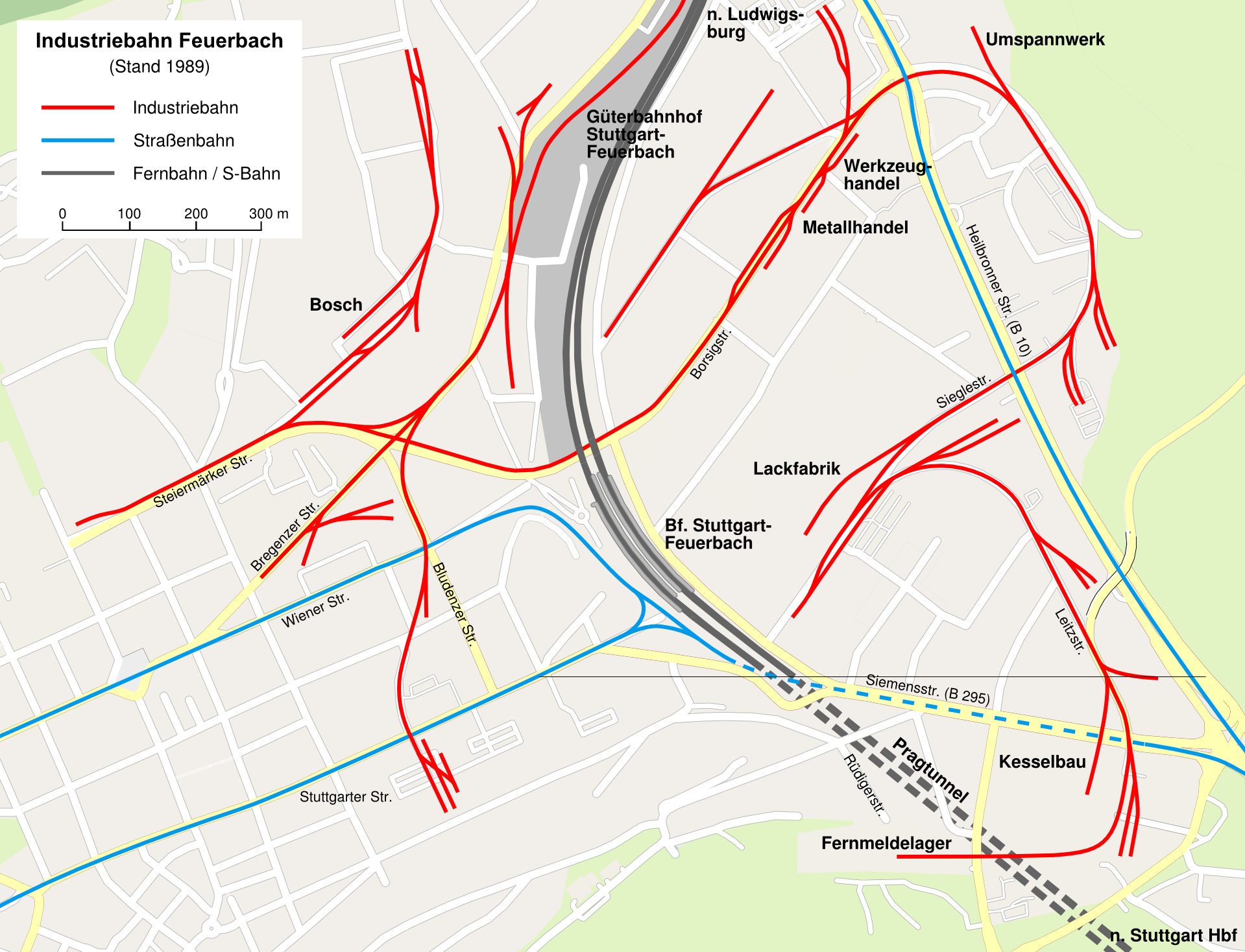
Das Streckennetz der Industriebahn Feuerbach als Beispiel für ein weit verzweigtes Industriestammgleis im städtischen Raum

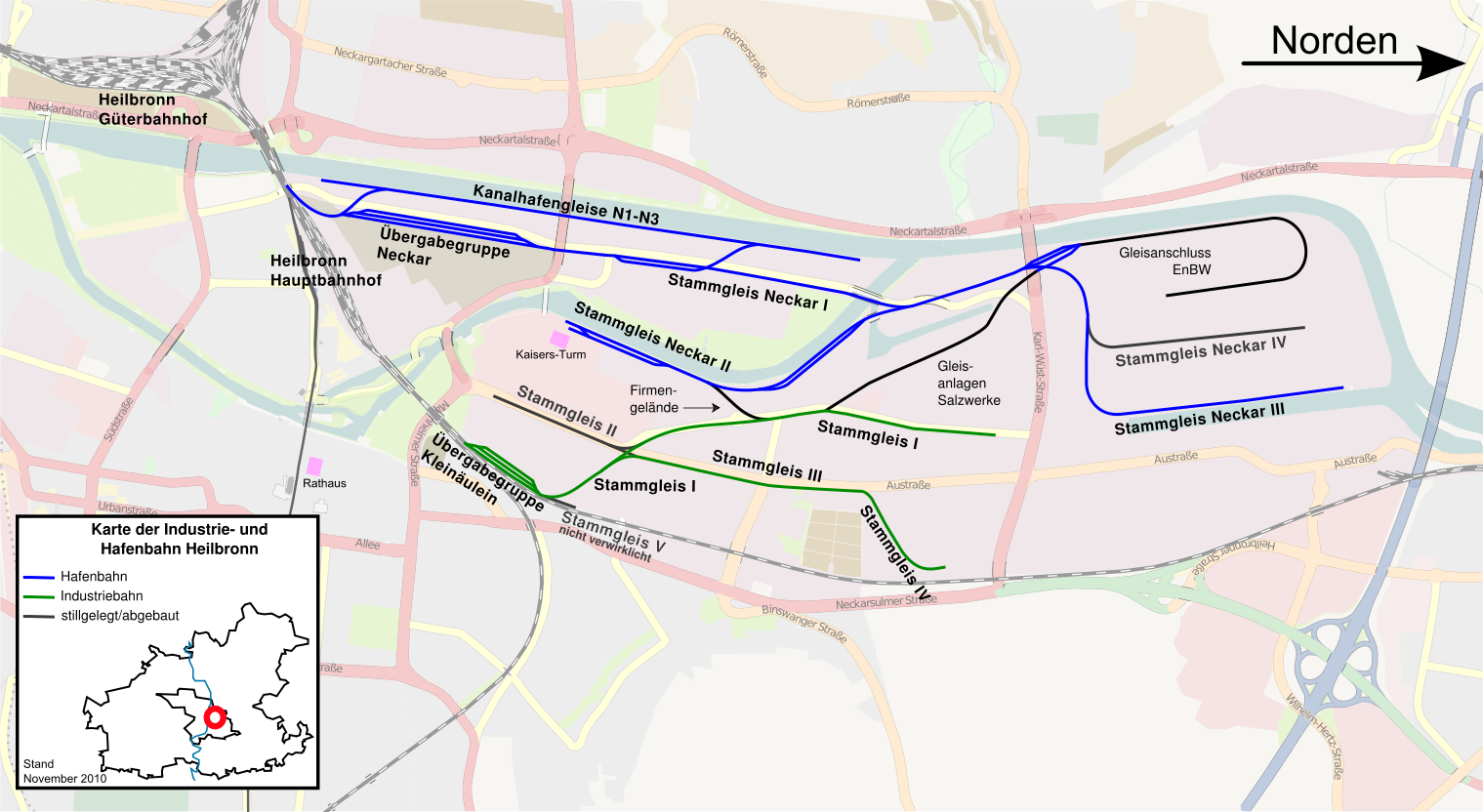
Die acht Stammgleise der Industrie- und Hafenbahn Heilbronn

Ein Industriestammgleis, alternativ Industriegleis, Industriebahn, Industriestammbahn, Stammgleis, Güterstammgleis oder in Österreich Schleppgleis respektive Schleppbahn genannt, ist eine Sonderform einer Eisenbahn-Infrastruktur. Es handelt sich dabei um eine – oft weit verzweigte – Gleisanlage in einem Industrie- beziehungsweise Gewerbegebiet, auf der ausschließlich Schienengüterverkehr stattfindet.
Das Industriestammgleis, das selbst ein Gleisanschluss ist, bündelt dabei diverse weitere nachrangig angeordnete Unternehmensgleisanschlüsse – in diesem Fall Nebenanschluss, Nebenanschlussgleis, Nebenanschlussbahn, Nebenanschließer oder Nebenanschlussnehmer genannt. Es verbindet damit Fabriken beziehungsweise sonstige Industriebetriebe, die abseits öffentlicher Eisenbahnstrecken liegen und daher keinen direkten eigenen Gleisanschluss besitzen, mit dem Übergabebahnhof einer Eisenbahn des öffentlichen Verkehrs, meistens der jeweiligen Staatsbahn. Es handelt sich somit um eine Hauptanschlussbahn beziehungsweise einen Hauptanschließer, die/der den Verkehr zwischen einer oder mehreren Nebenanschlussbahn(en) und der öffentlichen Bahn vermittelt.

## Beschreibung
Industriestammgleise stammen teilweise noch aus der Zeit der Industrialisierung und dienen der kommunalen Wirtschaftsförderung beziehungsweise Standortsicherung. Ihre Infrastruktur befindet sich deshalb überwiegend in öffentlicher Hand, zum Beispiel in Form eines (städtischen) Eigenbetriebs. Das heißt, die jeweilige Gemeinde fungiert als Eisenbahninfrastrukturunternehmen (EIU) im Sinne des Allgemeinen Eisenbahngesetzes (AEG), rechtlich handelt es sich somit um eine Privatbahn. Teilweise sind die Industriestammgleise an die jeweiligen Stadt- und Gemeindewerke und/oder lokalen Verkehrsbetriebe angegliedert, so beispielsweise in Ulm. In größeren Städten können dabei mehrere Industriestammgleise bestehen, die durchnummeriert sind oder lagebezogene Namen tragen. So betreibt beispielsweise die Industrie- und Hafenbahn Heilbronn gleich acht Stammgleise parallel zueinander. In den meisten Fällen hält der Betreiber des Industriestammgleises keine eigenen Lokomotiven vor. Das heißt, die öffentliche Bahn, an die das Gleis anschließt oder andere dritte Eisenbahnunternehmen fahren mit ihren eigenen Lokomotiven im Auftragsverkehr direkt zu den Anschließern. Für die Nutzung der Gleisinfrastruktur muss das jeweilige Eisenbahnverkehrsunternehmen (EVU) dabei entsprechende Entgelte an die Kommunen entrichten.
Oft verlaufen Industriestammgleise auf längeren Abschnitten – ähnlich einer Straßenbahn – im öffentlichen Straßenraum, das heißt entweder fahrbahnbündig auf Rillenschienen oder parallel zur Straße auf Vignolschienen. Typischerweise werden dabei zahlreiche Spitzkehren beziehungsweise Ausziehgleise oder Drehscheiben verwendet, die einen teils aufwändigen Rangierbetrieb erfordern.
Mit der zunehmenden Verlagerung des Güterverkehrs auf die Straße sowie der Schließung zahlreicher traditioneller Fabriken verloren Industriestammgleise im Laufe der Jahre an Bedeutung und sind heute nur noch vereinzelt anzutreffen, beziehungsweise bedienen im Vergleich zum Zeitpunkt der größten Ausdehnung nur noch einen Bruchteil der einst vorhandenen Gleisanschlüsse. Teilweise existiert nur noch ein einziger Kunde, wie beispielsweise in Ludwigsburg (Stand 2012). Andererseits wurden vereinzelt reguläre Eisenbahnstrecken nach Einstellung des Schienenpersonennahverkehrs in Industriestammgleise umgewandelt. Ein Beispiel hierfür ist die 2003 stillgelegte Bahnstrecke Bad Salzungen–Unterbreizbach.

## Beispiele
- Industriebahn Aalen
- Industriebahn Feuerbach
- Industriebahn Ludwigsburg
- Industriebahn Seckbach
- Industriebahn Albertstadt
- Stieglgleis
- Leipzig Plagwitz